# Eupithecia albifusca
Euphitecia albifusca es una especie de polilla de la familia Geometridae. La especie fue descrita por primera vez por William Warren habiendo sido descrita en 1907, con distribución en el Perú y Ecuador. El holotipo de la especie fue descrita en el extremo oeste de la Provincia de Carabaya en los alrededores de Limbani, descrita a unos 9500 metros (31 168 pies) de altitud.